# 海维礼
海维礼（英語：William Edwin Hoy，1858年6月4日—1927年3月3日）是一名新教复初会传教士，与配偶海光中先后在日本与中國布道，其为当地修建教堂、创办醫院、兴建学校、建立了完善的教育体系并影响至今。

## 生平
海维礼于1858年6月4日出生于美国宾夕法尼亚州尤宁县米夫林堡镇，1882年毕业于富兰克林与马歇尔学院，1885年又于兰开斯特神学院毕业。

### 日本经历
受到复初会任命的海维礼，于1885年抵达日本，随后决定立足于仙台市进行布道。1886年1月抵达仙台后，创办了仙台神学校（现今東北學院大學）培训日本牧师，并协助押川方义创办了宫城女学校，1887年12月2日与海光中在东京结婚。1891年仙台神学校发展为東北學院大學。海维礼在校期间负责出版英文双月刊《Japan Evangelist》。1889年6月5日长子卡尔（Carl Witmer Hoy）出生但当天便夭折。
由于患有哮喘，于1898年前往上海休假旅行三个月。沿长江抵达汉口，后抵达了岳阳城陵矶港，随后决定在湖南布道。

### 初到中国
1900年受复初会派遣海维礼抵达岳阳，因义和团运动受到抵制。
1901年2月19日他与海光中带领五个孩子，自镰仓启程前往中国，于3月抵达。海光中与子女们在庐山牯岭停留，海维礼与克罗莫前往岳州（今岳阳市）。倫敦傳道會的格雷格牧师与其夫人接待了他们。
1901年11月克罗莫因眼部疾病恶化，遂决定返回美国，海维礼陪同其抵达庐山。1901年12月23日，海维礼携全家抵达岳阳。

### 在岳阳行医办学
1901年12月25日在抵达岳阳两天后，海光中邀请了5名女孩，创办岳州女子学院，是岳阳第一所女子学校。
1902年4月海维礼利用复初会的资助，在慈氏塔附近的塔前街修建了福音堂用以布道，并创办了求新学堂，由海维礼教授英语、算数并兼任校长，而傅环澄教授历史、国文、地理并负责管理。同年9月三子大卫（David Schneder Hoy）因罹患霍亂离世，因其憧憬成为医疗传教士，是年秋季海维礼在福音堂附近创办了普济医院（Hoy Memorial Hospital，又名霍伊纪念医院，是现今岳阳市第二人民医院的前身），创办初期医院只设有门诊与住院部，设备只有一台低倍显微镜。
1903年2月17日求新学堂新教学楼落成，接受32名学生，同时设立“弗兰兹”诊所。同年因求新学堂学生不断增加，海维礼决定回到美国筹款扩建。1904年12月24日海维礼利用筹款在岳州南洞庭湖东岸黄沙湾购置了13亩土地以扩建求新学堂。1906年3月1日由海维礼亲自设计、选材并监工的求新学堂扩建工程动工，总成本16859.13美元。
1907年2月23日求新学堂迁入新址，并更名为“盘湖书院”。同年海光中于“乾明寺”购地并扩建校舍，将女校中文名正式定名为“美立贞信女子学校”，此举提升了当地女性的受教育权。1908年海维礼将普济医院扩建为五栋两层楼房与附属设施，建筑面积3200平米，设有各类科室。鼎盛时期共有51名工作人员。1910年海维礼将盘湖书院更名为湖滨大学，并设有附属中小学，招收本地与附近教会小学的前三名入学，部分学生免除饭费与学杂。

### 去世
1927年2月20日海维礼全家为躲避國民革命軍北伐战乱，由上海乘船回返西雅圖。3月3日海维礼于船上因中風去世，3月7日到港后翌日复初会发布离世与追思礼拜通知，后将海维礼安葬于小镇陵园。是年时局稳定后，海光中返回岳阳。